# 이방정건학 유공불망비
이방정건학 유공불망비는 대한민국 대구광역시 북구 산격동에 있다.

## 개요
이방 정건학의 공적을 기리기 위해 세웠다.